# الاتفاقية الأمريكية لحقوق الإنسان
الاتفاقية الأمريكية لحقوق الإنسان، والمعروفة أيضاً باسم ميثاق سان خوسيه، هو صك دولي لحقوق الإنسان. تم اعتماده من قبل العديد من البلدان في نصف الكرة الغربي في سان خوسيه، كوستاريكا، في 22 نوفمبر عام 1969. دخل حيز التنفيذ في 18 يوليو 1978 بعد إيداع صك الموافقة الحادي عشر (صك غرينادا).
كانت لجنة الدول الأمريكية لحقوق الإنسان ومحكمة الدول الأمريكية لحقوق الإنسان هي الهيئات المسؤولة عن الإشراف على الامتثال للاتفاقية، وكلاهما جهازان من أجهزة منظمة الدول الأمريكية.

## الدور والغرض
ووفقاً لمقدمتها، فإن الغرض من الاتفاقية هو «توطيد نظام الحرية الشخصية والعدالة الاجتماعية في نصف الكرة هذا، وذلك في إطار المؤسسات الديمقراطية، وبناء على احترام الحقوق الأساسية للإنسان».
ينص الفصل الأول على الالتزام العام للدول الأطراف بدعم الحقوق المنصوص عليها في الاتفاقية لجميع الأشخاص الخاضعين لولايتها القضائية، وتكييف قوانينها المحلية لجعلها متماشية مع الاتفاقية. يقدم البند رقم 23 من الفصل الثاني قائمة بالحقوق المدنية والسياسية الفردية لجميع الأشخاص، بما في ذلك الحق في الحياة «بشكل عام، من لحظة الحمل»، إلى المعاملة الإنسانية، والمحاكمة العادلة، والخصوصية، وحرية الضمير، وحرية التجمع، وحرية الحركة، تحظر المادة 15 «تُعتبر أي دعاية للحرب وأي دعوة للكراهية القومية أو العنصرية أو الدينية التي تشكل تحريضاً على عنف ينعدم فيه القانون أو على أي عمل مماثل ضد أي شخص على أي أساس بما في ذلك العرق أو اللون أو الدين أو اللغة أو الأصل القومي جريمة يعاقب عليها القانون». وُضع هذا الحكم تحت تأثير المادة 20 من العهد الدولي للحقوق المدنية والسياسية. تتناول المادة الفردية في الفصل الثالث الحقوق الاقتصادية والاجتماعية والثقافية. تم توسيع نطاق التدابير السريعة إلى حد ما والممنوحة لهذه المسألة بعد مرور عشر سنوات على بروتوكول سان سلفادور.
يصف الفصل الرابع تلك الظروف التي يمكن فيها تعليق بعض الحقوق مؤقتاً، كما هو الحال في حالات الطوارئ، والإجراءات الواجب اتباعها حتى يكون هذا التعليق ساري المفعول. ومع ذلك، لا يُسمح بأي تعليق لـ: المادة 3 (الحق في الشخصية القانونية)، والمادة 4 (الحق في الحياة)، والمادة 5 (الحق في المعاملة الإنسانية)، والمادة 6 (التحرر من العبودية)، والمادة 9 (عدم رجعية القانون)، والمادة 12 (حرية الضمير والدين)، والمادة 17 (الحق في الأسرة)، والمادة 18 (الحق في الاسم)، والمادة 19 (حقوق الطفل)، والمادة 20 (الحق في الجنسية)، والمادة 23 (الحق في المشاركة في الحكومة).
يشير الفصل الخامس إلى أن الأفراد يتحملون المسؤوليات والحقوق، مع إشارة إلى التوازن بين الحقوق والواجبات المنصوص عليها في الإعلان الأمريكي السابق لحقوق الإنسان وواجباته.
يتضمن الفصل السادس والسابع والثامن، والتاسع أحكاماً تتعلق بإنشاء وتشغيل الهيئتين المسؤولتين عن الإشراف على الامتثال للاتفاقية: لجنة الدول الأمريكية، ومقرها في واشنطن، الولايات المتحدة، ومحكمة الدول الأمريكية، ومقرها في سان خوسيه، كوستاريكا.
يتناول الفصل العاشر آليات التصديق على الاتفاقية أو تعديلها أو إبداء تحفظات عليها أو استنكارها. توجد أحكام انتقالية مختلفة في الفصل الحادي عشر.

## بروتوكولات إضافية
في السنوات التي تلت ذلك، استكملت الدول الأطراف في الاتفاقية الأمريكية أحكامها ببروتوكولين إضافيين.
الأول، البروتوكول الإضافي للاتفاقية الأمريكية لحقوق الإنسان في مجال الحقوق الاقتصادية والاجتماعية والثقافية (المعروف أكثر باسم بروتوكول سان سلفادور)، تم فتحه للتوقيع في مدينة سان سلفادور، إيل سلفادور، في 17 نوفمبر عام 1988. مثل محاولة لرفع نظام حقوق الإنسان للدول الأمريكية إلى مستوى أعلى بتأكيد حمايتها لما يسمى بحقوق الجيل الثاني في المجالات الاقتصادية والاجتماعية والثقافية. تغطي أحكام البروتوكول مجالات مثل الحق في العمل والحق في الصحة والحق في الغذاء والحق في التعليم. دخل البروتوكول حيز التنفيذ في 16 نوفمبر 1999 وصدقت عليه 16 دولة.
اعتُمد البروتوكول الثاني للاتفاقية الأمريكية لحقوق الإنسان لإلغاء عقوبة الإعدام في أسونسيون، باراجواي، في 8 يونيو 1990. في حين أن المادة 4 من الاتفاقية الأمريكية فرضت بالفعل قيوداً صارمة على قدرة الدول على فرض عقوبة الإعدام تنطبق فقط على أخطر الجرائم؛ لا تُلغَ العقوبة إن تم إصدارها. لا تستخدم في الجرائم السياسية أو الجرائم العادية. يمنع استخدامها ضد أولئك الذين تقل أعمارهم عن 18 عاماً أو أكثر من 70 عاماً، أو ضد النساء الحوامل. يعد توقيع هذا البروتوكول التزاماً رسمياً من جانب الدولة بالامتناع عن استخدام عقوبة الإعدام في أي ظرف من الظروف وقت السلم. وقد صدقت عليها حتى الآن 13 دولة.

## تفسير محكمة الدول الأمريكية
تقدم محكمة الدول الأمريكية تفسيراً واسعاً للاتفاقية الأمريكية. إنه يفسر ذلك وفقاً لمبدأ مصلحة الإنسان، وذلك بطريقة تطورية مع الاستفادة من المعاهدات الأخرى والقانون غير الملزم. والنتيجة هي أن محكمة الدول الأمريكية، من الناحية العملية، تعدل مضمون الاتفاقية الأمريكية.

## التصديق
حتى عام 2013، صدقت 25 دولة من الدول الأعضاء في منظمة الدول الأمريكية الـ 35 على الاتفاقية، في حين انسحبت منها دولتان في وقت لاحق، تاركة 23 طرفاً نشطاً.
أدانت ترينيداد وتوباغو الاتفاقية في 26 مايو 1998 (فعالة من 26 مايو 1999) بشأن مسألة عقوبة الإعدام. استنكرت فنزويلا الاتفاقية في 10 سبتمبر 2012 متهمة محكمة ولجنة الدول الأمريكية بتقويض استقرار حكومتها والتدخل في شؤونها الداخلية. تم حظر الإصلاحات الضرورية للمؤسسة. وبالتالي، ستزيد من الآن وصاعداً تعاونها مع مجلس الأمم المتحدة لحقوق الإنسان. وفقاً للمادة 78 من الاتفاقية الأمريكية لحقوق الإنسان، تصبح الإدانات سارية المفعول بعد مرور عام على إعلانها. لا تعفى الدولة الطرف من التزاماتها الناجمة عن أفعال وقعت قبل تاريخ الانسحاب.
المعاهدة مفتوحة لجميع الدول الأعضاء في منظمة الدول الأمريكية، رغم أنها لم تصدق عليها حتى الآن كندا ولا حتى دول الكاريبي الناطقة بالإنجليزية. وقعت عليها الولايات المتحدة عام 1977 ولكنها لم تشرع في تصديقها.

نظرت كندا بجدية في تصديق المعاهدة، لكنها قررت معارضتها، إلا أنها تؤيدها من ناحية المبدأ. تحتوي الاتفاقية الأمريكية لحقوق الإنسان، بعد أن صاغتها إلى حد كبير الدول الكاثوليكية ذات الغالبية الرومانية في أمريكا اللاتينية، على أحكام معارضة للإجهاض، وعلى وجه التحديد، المادة 4.1:
«لكل شخص الحق في احترام حياته. يجب أن يُحمى هذا الحق بموجب القانون، وبشكل عام، من لحظة الحمل. لا يجوز حرمان أحد من حياته تعسفاً».
يتعارض هذا مع الشرعية الحالية لعمليات الإجهاض في كندا. على الرغم من أن كندا يمكن أن تصدق على الاتفاقية مع تحفظ فيما يتعلق بالإجهاض (كما فعلت المكسيك)، إلا أن هذا يتضارب مع معارضة كندا المعلنة لإبداء تحفظات على معاهدات حقوق الإنسان. هناك حل آخر يتمثل في قيام الدول الأخرى بإلغاء الأحكام المعارضة للإجهاض، لكن هذا لن يحدث على الأرجح بسبب المعارضة الشديدة للإجهاض في تلك البلدان.